# Never Let Me Go (álbum de Placebo)
Never Let Me Go es el octavo álbum de estudio de la banda británica de rock alternativo Placebo, grabado entre 2019 y 2021. El álbum estuvo disponible para pre-pedido el 9 de noviembre de 2021, aunque su lanzamiento oficial fue el 25 de marzo de 2022.
Es el primer álbum de estudio de Placebo en más de ocho años, después de Loud Like Love.  También es su primer álbum grabado como dúo, luego de la partida del baterista Steve Forrest en 2015. Paralelamente al anuncio del álbum, el 4 de noviembre de 2021, la banda reveló una gira por Europa y el Reino Unido para el 2022.
El primer sencillo de Never Let Me Go fue "Beautiful James", estrenado el 16 de septiembre de 2021; seguido de "Surrounded by Spies", el 9 de noviembre. Ya en 2022, se estrenaron "Try Better Next Time" y "Happy Birthday in the Sky".

## Recepción
Never Let Me Go recibió críticas positivas. En Metacritic recibió una puntuación de 83 de 100, lo que indica "aclamación universal", según trece reseñas. Wall of Sound clasificó el álbum 9/10, afirmando: "Creo que es un candidato temprano para el álbum del año. Pero lo más importante, me hizo amar Placebo de nuevo". NME le dio cuatro estrellas, señalando que es un buen retorno a la forma de la banda, y su mejor lanzamiento desde Meds de 2006.

## Listado de canciones
| N.º | Título                      | Duración |  |
| 1.  | «Forever Chemicals»         | 5:09     |  |
| 2.  | «Beautiful James»           | 4:08     |  |
| 3.  | «Hugz»                      | 3:51     |  |
| 4.  | «Happy Birthday in the Sky» | 5:09     |  |
| 5.  | «The Prodigal»              | 4:46     |  |
| 6.  | «Surrounded by Spies»       | 5:14     |  |
| 7.  | «Try Better Next Time»      | 3:07     |  |
| 8.  | «Sad White Reggae»          | 3:25     |  |
| 9.  | «Twin Demons»               | 3:58     |  |
| 10. | «Chemtrails»                | 4:31     |  |
| 11. | «This Is What You Wanted»   | 4:11     |  |
| 12. | «Went Missing»              | 5:05     |  |
| 13. | «Fix Yourself»              | 5:01     |  |

Edición deluxe digital
| N.º | Título                                                                            | Duración |  |
| 14. | «Surrounded By Spies (Timo Maas and Andre Winter Smack The Spies Extended Remix)» | 7:35     |  |
| 15. | «Surrounded By Spies (Richard Norris Bag on the Platform Mix)»                    | 6:33     |  |
| 16. | «This Is What You Wanted (Digital 21 & Stefan Olsdal Remix)»                      | 5:34     |  |
| 17. | «Try Better Next Time (En vivo)»                                                  | 3:02     |  |

## Créditos
| Placebo - Brian Molko – voces, guitarras, teclados, sintetizadores, loops, drum machine, percusión, clapper, dirección creativa, producción - Stefan Olsdal – bajo, guitarras, piano, teclados, sintetizadores, coros, ingeniero de sonido adicional, producción | Personal adicional - Matthew Lunn – batería (track 1, 3, 8 y 9) - Pietro Garrone – batería (track 1–7, 10–12) - Steve Ludwin – composición (track 1) - Cody Molko – coros (track 7) - Adam Noble – producción, mezcla, ingeniero de sonido, programación (tracks 1, 3–12) - William Lloyd – composición (track 13), ingeniero de sonido, programación (tracks 4–6, 8, 11 y 12), teclado programado (track 10) - Robin Schmidt – masterización - Mads Perch – fotografía - Phil Lee – dirección creativa, diseño - Rachel Bungey – diseño |

## Charts
| Chart (2022)                        | Posición |
| ----------------------------------- | -------- |
| Australian Albums (ARIA)            | 10       |
| Países Bajos (Album Top 100)        | 1        |
| Alemania (Offizielle Top 100)       | 1        |
| Irlanda (OCC)                       | 27       |
| Italian Albums (FIMI)               | 8        |
| New Zealand Albums (RMNZ)           | 39       |
| Escocia (Scottish Albums Chart)     | 3        |
| Swedish Albums (Sverigetopplistan)  | 55       |
| Reino Unido (UK Albums Chart)       | 3        |
| Reino Unido (UK Independent Albums) | 1        |